# Erebia florinensis
Erebia florinensis är en fjärilsart som beskrevs av Lambert-Joseph-Louis Lambillion 1903. Erebia florinensis ingår i släktet Erebia och familjen praktfjärilar. Inga underarter finns listade i Catalogue of Life.